# 薄叶山矾
薄叶山矾（学名：Symplocos anomala），为山矾科山矾属下的一个植物种。